# George Prinz
George Prinz (* 20. Oktober 1804 in Niederorke (Kreis Waldeck-Frankenberg/Nordhessen); † 25. Februar 1893 in Vöhl/Nordhessen) war ein deutscher Kommunalpolitiker und Abgeordneter des Kurhessischen Kommunallandtags des Regierungsbezirks Kassel.

## Leben
George Prinz wurde als Sohn des Landtagsabgeordneten Daniel Prinz (1770–1838) und dessen Gemahlin Charnette Stapp (* 1772) geboren. In seinem Heimatort war er Bürgermeister und erhielt 1868 ein sich aus dieser Funktion ergebendes Mandat für den Kurhessischen Kommunallandtag des Regierungsbezirks Kassel. 1871 wurde er Nachfolger des Abgeordneten Heinrich Knobel im Ständischen Verwaltungsausschuss. 